# Fernando Medina
Fernando Medina Maciel Almeida Correa (Porto, 10 de març de 1973) és un economista i polític portuguès, actual alcalde de Lisboa després de la dimissió d'António Costa el 6 d'abril de 2015.

## Biografia
Llicenciat en Economia, va ser president de l'Associació d'Estudiants de la Facultat d'Economia de Porto i, poc després, president de la Federació Acadèmica de Porto. Així mateix, va realitzar un màster en Sociologia Econòmica a l'Institut Superior d'Economia i Gestió.
Es va apropar al Partit Socialista (PS) durant l'època dels Estats Generals per una Nova Majoria, iniciativa d'António Guterres, el 1995. Posteriorment, després de la victòria de Guterres a les eleccions legislatives del mateix any, va participar en el Consell Nacional d'Educació. Va iniciar la seva vida professional el 1998, com a tècnic en un institut del Ministeri de Treball, fins que el ministre Eduardo Marçal Grilo el va nomenar consultor del Grup de Treball del Ministeri d'Educació en la Presidència Portuguesa de la Unió Europea, el 1999. Un any després, va començar a treballar en el gabinet d'António Guterres. Primer com a assessor per a les àrees d'Educació i de Ciència, després en Economia, fins a la sortida del primer ministre i líder socialista, el 2002. En 2003 va ingressar com a economista a l'Agència per a la Inversió i el Comerç Exterior de Portugal.
El 2005, amb el retorn del PS al govern, José Sócrates el va nomenar secretari d'Estat d'Ocupació i Formació Professional, sent ministre de Treball José Vieira de la Silva. Contrariant les expectatives que, dins i fora del PS, el projectaven per a un càrrec ministerial després de les eleccions legislatives de 2009, Medina va assumir la Secretaria d'Estat d'Indústria i Desenvolupament, en què es va dedicar a la reforma de la Seguretat Social, a les alteracions en el Codi del Treball, al salari mínim nacional i a la coordinació del programa Noves Oportunitats.
Elegit diputat de l'Assemblea de la República en les eleccions de 2011, a la llista del PS de Sòcrates, va ser vicepresident del grup parlamentari del PS, al costat del líder de la bancada Carlos Zorrinho. Durant aquest període va integrar la Comissió d'Acompanyament de la Troica, representant l'oposició socialista al costat del ministre de Finances Vítor Gaspar.
El 2013, el llavors alcalde de Lisboa, António Costa, va incloure a Fernando Medina com a número dos a la llista per a l'ajuntament de la capital, invitació que va ser interpretada com un senyal que l'alcalde no acabaria el mandat i assegurant que el govern de Lisboa continuaria a mà dels socialistes (ja que el fins llavors número dos, Manuel Salgado no era militant del PS). En acceptar la invitació, va manifestar el seu allunyament respecte el líder del seu partit, António José Seguro i el líder de la bancada parlamentària, Carlos Zorrinho. Va assumir l'alcaldia de Lisboa el 6 d'abril de 2015.